# Ецель
Ецель (івр. אצ"ל — абр. від івр. ארגון צבאי לאומי, Ірґун цваї леумі, Національна військова організація, спрощено Ірґун) — ізраїльська військова організація, що виникла в 1931 році та яка боролась проти британської влади в Палестині у 1930—40-і роки.

## Заснування
Засновником організації був уродженець міста Одеса Абрагам Техомі. Ірґун була заснована групою офіцерів, котрі залишили Гаґану на знак протесту проти її оборонної тактики, та підпільною збройною групою членів Бетара.

## Розкол
У 1937 році в організації стався розкол, спричинений розбіжностями у поглядах на подальшу тактику боротьби. Майже половина з 3000 членів організації повернулися до Гаґани, що підпорядковувалась верховному керівництву Єврейського агентства. Решта членів організації були пов'язані з партією сіоністів-ревізіоністів й прийняли керівництво її лідера Володимира Жаботинського. Відкинувши ідеї стримування, що їх сповідували Гаґана та Єврейське агентство, організація перейшла до терору проти арабів. Ірґун усіляко сприяв репатріації євреїв на історичну батьківщину.

## Боротьба супроти британської влади

Палестинський Мандат з 1920 по 1922

Від 1939 року Ірґун спрямувала свою діяльність проти британської мандатної влади. Зі сторони британської адміністрації розпочалась хвиля арештів членів «Ірґун». Знекровлена організація оголосила про замирення, що спричинило другий розкол. Бійці Ірґун нападали на установи мандатного уряду, підривали будівлі карного розшуку, поліцейські відділки, захоплювали зброю та боєприпаси.

## Другий розкол
У 1940 році в організації стався другий розкол. З «Ірґун цваї леумі» виділилася група радикалів — «ЛЕХІ», або «Штерн ґанг» (вищезгадана група Штерна), які намагалися шляхом особистого терору добитися негайного проголошення єврейської держави. Очолив розкольників колишній учитель з Італії Авраам Штерн, відомий своїми виступами за расово чисту єврейську державу[Джерело?]. Хоча сам А. Штерн у 1941 р. був убитий британською поліцією, терористична організація продовжувала напади на англійців та арабів. Найголоснішою акцією, здійсненою «Штерн ґанг» було вбивство у 1944 році в Каїрі британського міністра лорда Мойна.
Британська влада продовжувала арешти, і в жовтні 1944 року депортували до Ефіопії 251 арештованого бійця «Ірґун» (разом із бійцями ЛЕХІ). Єврейське агентство та Гаґана почали операцію «Сезон» під час якої чільні члени Ірґун були викрадені та передані британській владі. По Другій світовій війні організація влаштовувала напади на військові об'єкти, мости, нафтопровід Кіркук—Хайфа.